# Verje
Verje este o localitate din comuna Medvode, Slovenia, cu o populație de 514 locuitori.